# Javier Marías
Javier Marías, né le 20 septembre 1951 à Madrid en Espagne et mort le 11 septembre 2022 dans la même ville, est un écrivain, traducteur, éditeur, cryptarque et journaliste espagnol. Il a traduit plusieurs ouvrages d'auteurs anglais. C'est un des auteurs espagnols les plus lus dans le monde.
En 2012, Marías reçoit le prix national de narration, mais le refuse par principe.

## Biographie
Né en 1951 à Madrid au sein d'une famille d'intellectuels républicains, fils du philosophe et sociologue Julián Marías Aguilera (1914-2005) et du professeur et écrivain Dolores Franco Manera (1912-1977), Javier Marías est le neveu du cinéaste Jesús Franco et le cousin du cinéaste Ricardo Franco (1949-1998). Quatrième de cinq garçons, Julian (1945-1949), Miguel (1947), Fernando (1949) et Álvaro (1953), il passe une partie de son enfance dans le nord-est des États-Unis, où son père, interdit d’enseigner dans les universités de l’Espagne franquiste pour cause de divergences idéologiques avec le franquisme et n'avoir pas prêté serment au caudillo, donne des conférences au Wellesley College, près de Boston dans le Massachusetts puis à l’université Yale dans le Connecticut. Il se met à écrire dès l’âge de onze ans : « pour continuer à lire ce que j'aimais », dit-il.
De retour en Espagne, il obtient en 1968 son baccalauréat au Colegio Estudio, établissement prodiguant un enseignement libéral sur le modèle de la Institución Libre de Enseñanza. En octobre de la même année, il entre à l'Université Complutense de Madrid. En 1969, il gagne son argent de poche en travaillant sur des histoires de vampires pour les films de série B de son oncle Jesús Franco Manera. Il participe aussi au scénario du premier film de son cousin Ricardo Franco Rubio.
En 1971, il publie son premier roman, Los dominios del lobo. Son second roman, Travesía del horizonte, paraît l’année suivante. Diplômé en philosophie et lettres en 1973, il part travailler à Barcelone en tant que conseiller littéraire dans une maison d'édition. Il publie des nouvelles, écrit des articles sous différents noms d’emprunt pour divers journaux et revues, et traduit Thomas Hardy en 1974. Après la mort de sa mère le 24 décembre 1977, il s’installe dans la maison familiale à Madrid.
En 1978, il sort son troisième roman, El monarca del tiempo, et publie des anthologies, ainsi qu'une traduction remarquée du Tristram Shandy de Laurence Sterne, couronnée par le Grand prix national de la traduction en 1979. Cette année-là, il écrit ses premières chroniques pour le journal El País. Il traduit des poèmes de Robert Louis Stevenson en 1980 et Le Miroir de la mer de Joseph Conrad l’année suivante. El Siglo, son quatrième roman, paraît en 1982.
En septembre 1983, il part enseigner la littérature espagnole à l’université d'Oxford. Un an après, Javier Marías retourne au Wellesley College pour enseigner et faire des conférences. Au printemps 1985, il est de retour à Oxford où il occupe une chaire jusqu’en 1988. De cette période est issu en 1989 Todas las almas (traduit en français sous le titre Le Roman d'Oxford), un de ses premiers succès internationaux.
Il part ensuite vivre à Venise où il termine son cinquième roman, L'Homme sentimental (El hombre sentimental), qui, aussitôt paru, connaît le succès et reçoit le prix Herralde du roman en 1986. Il est traduit en France et en Allemagne. Le succès se confirme en 1992 avec Un cœur si blanc (Corazón tan blanco) — qui obtiendra le prix littéraire international IMPAC de Dublin en 1997 — et, en 1994, avec Demain dans la bataille pense à moi (Mañana en la batalla piensa en mí) pour lequel il obtient le prix Femina étranger en 1996. En 1995, il rompt avec son éditeur Jorge Herralde. Il se consacre à d’autres traductions, dont celles d'œuvres de William Faulkner (1997) et de Vladimir Nabokov (1999).
Javier Marías collabore avec la revue El País semanal et y publie des chroniques. Il s'installe depuis lors au cœur de la ville de Madrid. Il est devenu l’un des auteurs de langue espagnole les plus lus : ses œuvres ont été traduites dans 40 langues et publiées dans 60 pays.
Le 30 juin 2006, il devient membre de l'Académie royale espagnole,.
En 2012, Marías reçoit le prix national de narration, mais le refuse, car il décline par principe tout prix à caractère officiel ou institutionnel remis par l'État espagnol,,.
Après plusieurs semaines d'hospitalisation, il meurt le 11 septembre 2022 à Madrid des suites d'une pneumonie liée à la Covid,.

### Engagements politiques
En 1999, Javier Marias fait partie des signataires de l'appel du Parlement international des auteurs concernant la disparition d'intellectuels au Kosovo. Le 23 septembre 2000, il participe avec d'autres intellectuels espagnols à la marche contre le terrorisme organisée à Saint-Sébastien[réf. souhaitée]. Javier Marías a publié simultanément une tribune dans le New York Times, La Repubblica et le Frankfurter Algemeine Zeitung où il réagit aux attentats du 11 mars 2004 à Madrid[réf. souhaitée].
Depuis 1999, il possède sa propre maison d'édition, Reino de Redonda (Royaume de Redonda).

## Œuvre
Sélection parmi ses œuvres.

### Trilogie romanesqueTon visage demain(Tu rostro mañana[N 6])
1. Fiebre y lanza (2002) Fièvre et Lance, traduit par Jean-Marie Saint-Lu, Paris, Gallimard, coll. « Du monde entier », 2004, 414 p.  (ISBN 2-07-071344-X)
2. Baile y sueño (2004) Danse et Rêve, traduit par Jean-Marie Saint-Lu, Paris, Gallimard, coll. « Du monde entier », 2007, 360 p.  (ISBN 978-2-07-077558-3)
3. Veneno y sombra y adiós (2007) Poison et Ombre et Adieu, traduit par Jean-Marie Saint-Lu, Paris, Gallimard, coll. « Du monde entier », 618 p . 2010 (ISBN 978-2-07-012567-8)

### Romans
- Los dominios del lobo (1971) Les Domaines du loup, traduit par Marie-Odile Fortier-Masek, Paris, Gallimard, coll. « Du monde entier », 2025 (ISBN 978-2-07-304772-4)
- Travesía del horizonte (1973)
- El monarca del tiempo (1978)
- El siglo (1983)
- El hombre sentimental (1986) L'Homme sentimental, traduit par Laure Bataillon, Paris/Marseille, Rivages, coll. « de littérature étrangère », 1988, 175 p.  (ISBN 2-86930-178-2) ; réédition, Paris/Marseille, Rivages, coll. « Bibliothèque étrangère Rivages » no 24, 1990, 171 p.  (ISBN 2-86930-373-4) ; réédition, Paris, Gallimard, coll. « Folio » no 4402, 2006, 208 p.  (ISBN 2-07-031811-7)
- Todas las almas (1989) Le Roman d'Oxford, traduit par Anne-Marie et Alain Keruzoré, Paris, Rivages, coll. « de littérature étrangère », 1989, 244 p.  (ISBN 2-86930-266-5) ; réédition, Paris, Rivages, coll. « Rivages poche. Bibliothèque étrangère » no 114, 1994, 239 p.  (ISBN 2-86930-736-5) ; réédition, Paris, Gallimard, coll. « Folio » no 4401, 2006, 329 p.  (ISBN 2-07-031812-5)
- Corazón tan blanco[N 7] (1992) Un cœur si blanc, traduit par Anne-Marie et Alain Keruzoré, Paris, Rivages, coll. « de littérature étrangère », 1993, 280 p.  (ISBN 2-86930-690-3) ; réédition, Paris, Payot & Rivages, coll. « Rivages poche. Bibliothèque étrangère » no 186, 1996, 361 p.  (ISBN 2-7436-0056-X) ; réédition, Paris, Gallimard, coll. « Folio » no 4720, 2008, 392 p.  (ISBN 978-2-07-034489-5)
- Mañana en la batalla piensa en mí[N 8] (1994) Demain dans la bataille pense à moi, traduit par Alain Keruzoré, Paris, Rivages, coll. « de littérature étrangère », 1996, 350 p.  (ISBN 2-7436-0052-7) ; réédition, Paris, Gallimard, coll. « Folio » no 5006, 2009, 451 p.  (ISBN 978-2-07-039685-6)
- Negra espalda del tiempo (1998) Dans le dos noir du temps, traduit par Jean-Marie Saint-Lu, Paris, Payot & Rivages, coll. « de littérature étrangère », 2000, 342 p.  (ISBN 2-7436-0645-2) ; réédition, Paris, Gallimard, coll. « Folio » no 6237, 2016, 425 p.  (ISBN 978-2-07-077697-9)
- Los enamoramientos (2011) Comme les amours, traduit par Anne-Marie Geninet, Paris, Gallimard, coll. « Du monde entier », 2013, 372 p.  (ISBN 978-2-07-013873-9) ; réédition, Paris, Gallimard, coll. « Folio » no 6236, 2016, 420 p.  (ISBN 978-2-07-046238-4)
- Así empieza lo malo (2014) Si rude soit le début, traduit par Marie-Odile Fortier-Masek, Paris, Gallimard, coll. « Du monde entier », 2017, 575 p.  (ISBN 978-2-07-017821-6) ; réédition, Paris, Gallimard, coll. « Folio », 2019  (ISBN 978-2-07-282523-1)[10]
- Berta Isla (2017) Berta Isla, traduit par Marie-Odile Fortier-Masek, Paris, Gallimard, coll. « Du monde entier », 2019, 592 p.  (ISBN 978-2-07-278797-3)
- Tomás Nevinson (2021)

### Nouvelles
- Mientras ellas duermen (1990) - anthologie de dix nouvelles écrites entre 1975 et 1990 Ce que dit le majordome, Paris, Rivages, traduit par Anne-Marie et Alain Keruzoré, Paris, Rivages, coll. « de littérature étrangère », 1991, 176 p.  (ISBN 2-86930-421-8) ; réédition, Paris, Payot & Rivages, coll. « Rivages poche. Bibliothèque étrangère » no 237, 1998, 175 p.  (ISBN 2-7436-0312-7) ; réédition, Paris, Gallimard, coll. « Folio » no 4644, 2007, 263 p.  (ISBN 978-2-07-034490-1)
- Cuando fui mortal (1996) - anthologie de dix nouvelles écrites entre 1991 et 1995 Quand j'étais mortel, traduit par Jean-Marie Saint-Lu, Paris, Payot & Rivages, coll. « de littérature étrangère », 1998, 188 p.  (ISBN 2-7436-0307-0) ; réédition, Paris, Payot & Rivages, coll. « Rivages poche. Bibliothèque étrangère » no 2957, 2000, 221 p.  (ISBN 2-7436-0607-X)
- Mala indole (1998)
- Mala Indole. Cuentos aceptados y aceptables (2012) - anthologie augmentée contenant trente nouvelles Mauvaise Nature, traduit par Anne-Marie Geninet, Alain Keruzoré, Charlotte Lemoine et Jean-Marie Saint-Lu, Paris, Gallimard, coll. « Folio », 2019  (ISBN 978-2-07-077709-9)

### Essais et articles
- Cuentos únicos (1989)
- Vidas escritas (1992) Vies écrites, traduit par Alain Keruzoré, Paris, Rivages, coll. « de littérature étrangère », 1997, 149 p.  (ISBN 2-7436-0053-5) ; réédition dans une version augmentée, Paris, Gallimard, coll. « Arcades », 2019  (ISBN 978-2-07-017925-1)
- Literatura y fantasma (1993) - édition augmentée en 2001 Publié en français sous le titre Littérature et Fantôme, traduit par Jean-Marie Saint-Lu, Paris, Gallimard, coll. « Arcades » no 97, 2009 (ISBN 978-2-07-078426-4)
- Vida del fantasma (1995) - édition augmentée en 2001
- El hombre que parecía no querer nada (1996)
- Miramientos (1997)
- Salvajes y sentimentales. Letras de fútbol (2000) - édition augmentée en 2010
- Donde todo ha sucedido. Al salir del cine (2005)
- Aquella mitad de mi tiempo. Al mirar atrás (2008)
- Faulkner y Nabokov: dos maestros (2009)
  - Si yo amaneciera otra vez de William Faulkner (1997)
  - Desde que te vi morir de Vladimir Nabokov (1999)
- Los villanos de la nación. Letras de política y sociedad (2010)
- Lección pasada de moda. Letras de lengua (2012)
- El Quijote de Wellesley: Notas para un curso en 1984 (2016)
- No tienen suerte, El Pais, 2019

### Littérature d'enfance et de jeunesse
- Ven a buscarme (2011)

## Prix et distinctions
- Grand prix national de la traduction en 1979 pour Tristram Shandy de Laurence Sterne.
- Prix Herralde du roman en 1986, Prix International Ennio Flaiano en 2000 pour L'Homme sentimental.
- Prix de la ville de Barcelone pour Todas las almas (Le Roman d’Oxford) en 1989.
- Prix de la critique espagnole en 1993 ; prix L'Œil et la Lettre en 1993 et prix international de littérature IMPAC[N 9], à Dublin pour Un cœur si blanc.
- Prix international du roman Rómulo Gallegos en 1995 à Caracas ; prix Fastenrath, décerné par la Real Academia Española de la Lengua en 1995 ; prix Archevêque Juan de San Clemente, décerné par les étudiants des universités galiciennes ; prix Femina étranger 1996 et prix Mondello de la ville de Palerme en 1998 pour Demain dans la bataille pense à moi.
- Prix Nelly Sachs de la ville de Dortmund en 1997 ; prix de la Communauté de Madrid pour la création artistique en 1998 ; prix Grinzane-Cavour, en 2000 à Turin ; prix international Alberto Moravia du roman étranger en 2000 à Rome, pour l’ensemble de son œuvre.
- Prix Salambó du meilleur roman pour Ton visage demain - Fièvre et Lance en 2003.
- VIIIe Prix national du journalisme accordé par l'Association de la presse de Valladolid pour récompenser le meilleur article de l'année en février 2004.
- Élu membre de la Real Academia Española de la Lengua le 30 juin 2006 (Académie royale espagnole) (RAE R)[réf. nécessaire].
- Prix de la critique de littérature narrative espagnole 2017 pour Berta Isla

## PrixReino de Redonda
- Le 6 juillet 1997, Javier Marías devient roi d’un îlot des Caraïbes ; le monarque du royaume de Redonda, Juan II (l’écrivain John Wynne-Tyson) vient d’abdiquer en sa faveur[N 10]. C’est un titre qui se transmet dans la sphère des lettres pour perpétuer l’héritage littéraire des rois précédents : Felipe I (Matthew Phipps Shiel) et Juan I (John Gawsworth[N 11]). Javier Marías accepte de perpétuer la légende et prend le nom de Xavier I.

Dans le but de défendre ce legs, il crée sa propre maison d’édition, Reino de Redonda (Royaume de Redonda) — spécialisée dans la littérature fantastique.
Depuis 2001, le prix Reino de Redonda — doté de 6 500 euros — distingue l'œuvre d’un auteur ou d’un cinéaste étranger :
- 2001 : le romancier sud-africain John Maxwell Coetzee
- 2002 : l'historien britannique John Huxtable Elliott
- 2003 : l'écrivain italien Claudio Magris
- 2004 : le cinéaste français Éric Rohmer
- 2005 : la romancière canadienne Alice Munro
- 2006 : l'écrivain américain Ray Bradbury
- 2007 : l'essayiste et philosophe britannique George Steiner
- 2008 : l'écrivain et philosophe italien Umberto Eco
- 2009 : l'essayiste et historien français Marc Fumaroli
- 2010 : l'écrivain tchèque naturalisé français Milan Kundera
- 2011 : l'écrivain britannique Ian McEwan
- 2012 : l'écrivain britannique Philip Pullman
- 2014 : l'écrivain irlandais John Banville